# Kopalina lecznicza
Kopalina lecznicza – nieprzetworzone surowce mineralne tworzące złoże w skorupie ziemskiej, mające zastosowanie dla celów leczniczych; w szczególności są to wody lecznicze i torfy lecznicze zwane także borowiną.

## Polska sytuacja prawna
Zgodnie z ustawą Prawo geologiczne i górnicze złożem kopaliny jest naturalne nagromadzenie minerałów, skał oraz innych substancji, których wydobycie może przynieść korzyść gospodarczą.
W ustawie tej nie zdefiniowano jednak pojęcia "kopaliny leczniczej".
Przepisami nieobowiązującego już Rozporządzenia Rady Ministrów, za kopaliny lecznicze uznano w Polsce 71 złóż wód podziemnych i 18 złóż torfów.
Naturalne kopaliny lecznicze są uznawane za surowce strategiczne i są własnością Skarbu Państwa, nad którymi pieczę sprawuje Minister Środowiska.